# Энгель, Александр Карлович
Александр Карлович Энгель (1848, Вена — 1918, Центральная Азия) — российский фотограф, мастер светописи. Член Русского географического общества (1879). Автор съёмок промышленного и железнодорожного строительства в России, автор серии «Закаспийские виды», «Кавказские типы» и «Виды Грузии».

## Биография
Родился в 1848 году в Вене в семье прусско-подданного Карла Энгеля. Брат фотографа Август Энгель всю жизнь проработал в городе Каменец-Подольском, так же был фотографом.
По образованию был художником, работал в Средней Азии и на Северном Кавказе. В 1879 году с разрешения помощника Начальника Терской области А. М. Смекалова Энгель открыл первое фотоателье в Пятигорске и начал снимать альбомы видов Пятигорска и Кавказа. Примерно в это же время Энгель одним из первых среди фотографов стал действительным членом Кавказского отделения Императорского русского географического общества, по заказу которого совершил длительную экспедицию в Закаспийскую область. Результатом экспедиции стали серия видовых альбомов и альбом, посвящённый строительству Закаспийской военной железной дороги. Эта деятельность принесла Энгелю медаль «За полезные обществу труды». Впоследствии снимал для Географического общества коллекции археологических предметов и минералов. В 1892 году представил фотоснимки Кавказа и Закаспийской железной дороги на Московской географической выставке.
К 1884 году ему принадлежала самая крупная на Кавказе сеть фотографических ателье: в Кисловодске, Пятигорске, Минеральных Водах, Баку, Ашхабаде и Самарканде. В конце 1880-х годов открылось его новое ателье во Владикавказе. Единственный известный адрес этого ателье — Александровский проспект, дом Сухова, «под зданием клуба». В 1890 году ателье выкупил Леонтий Рогозинский. Энгель год спустя переехал в Тифлис, где открыл фотоателье в д. № 5 по Сололакской улице, а в 1909 году — собственную литографию, которая просуществовала более десяти лет.
В 1897 году публицист В. М. Сидоров в своём путеводителе «По России: путевые заметки и впечатления» в числе лучших фотографий Тифлиса отмечал и ателье Энгеля, подчёркивая, что здесь продаются виды Имеретии и Средней Азии, а также «масса типов» (то есть фотографий с видами и типами Кавказа). Одной из самых знаменитых работ Энгеля данного периода стали фотографии евреев Бухары, датированные 1890—1910-ми годами и хранящиеся в фондах Российского этнографического музея. Около 1910 года ателье переехало по адресу Арсенальный подъем, № 21.
Умер в 1918 году в Средней Азии.

## Семья
Сын Евгений (Генрих) стал социологом, профессором Петроградского университета, а затем — и Петроградского сельскохозяйственного института. В 1930-х годах был репрессирован вместе с группой профессора Чаянова. Умер в 1942 году.
Второй сын Владимир получил образование по специальности естествознание и посвятил свою жизнь развитию туризма на Кавказе.

## Фотографии

Собор Светицховели и монастырь Джвари
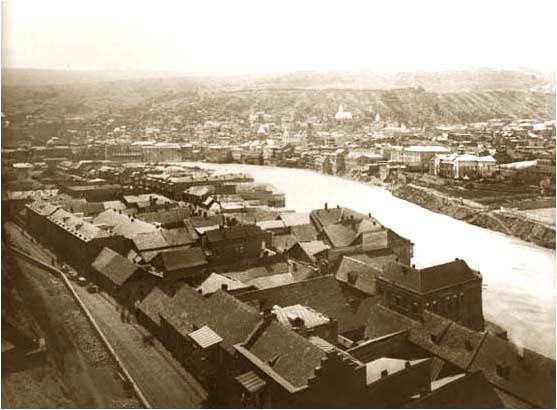
Район Рике, Тифлис
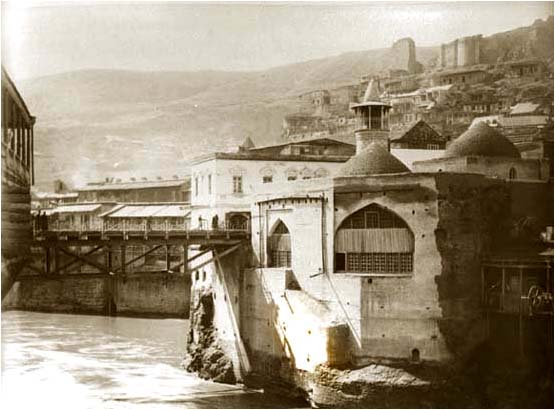
Мечеть шах-Аббаса, Старый город
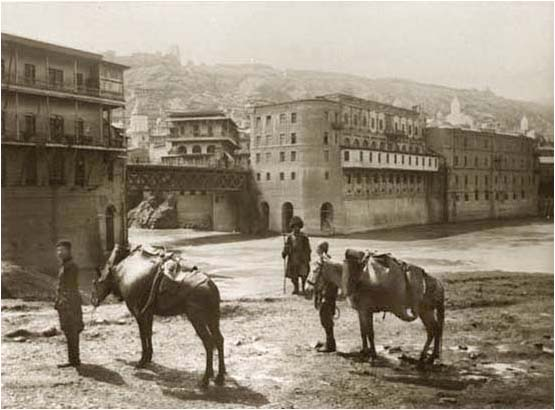
Тулугчи (водовозы) на берегу реки Кура
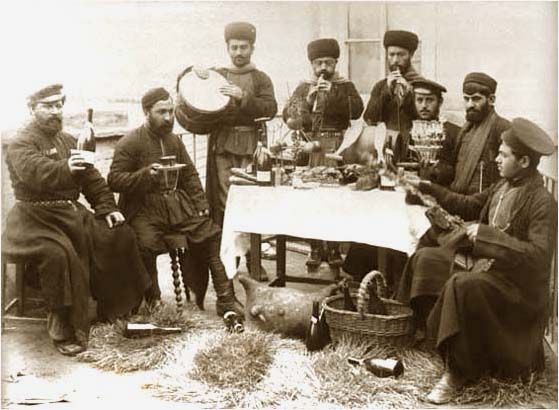
Грузинская супра